# Чеченская музыка

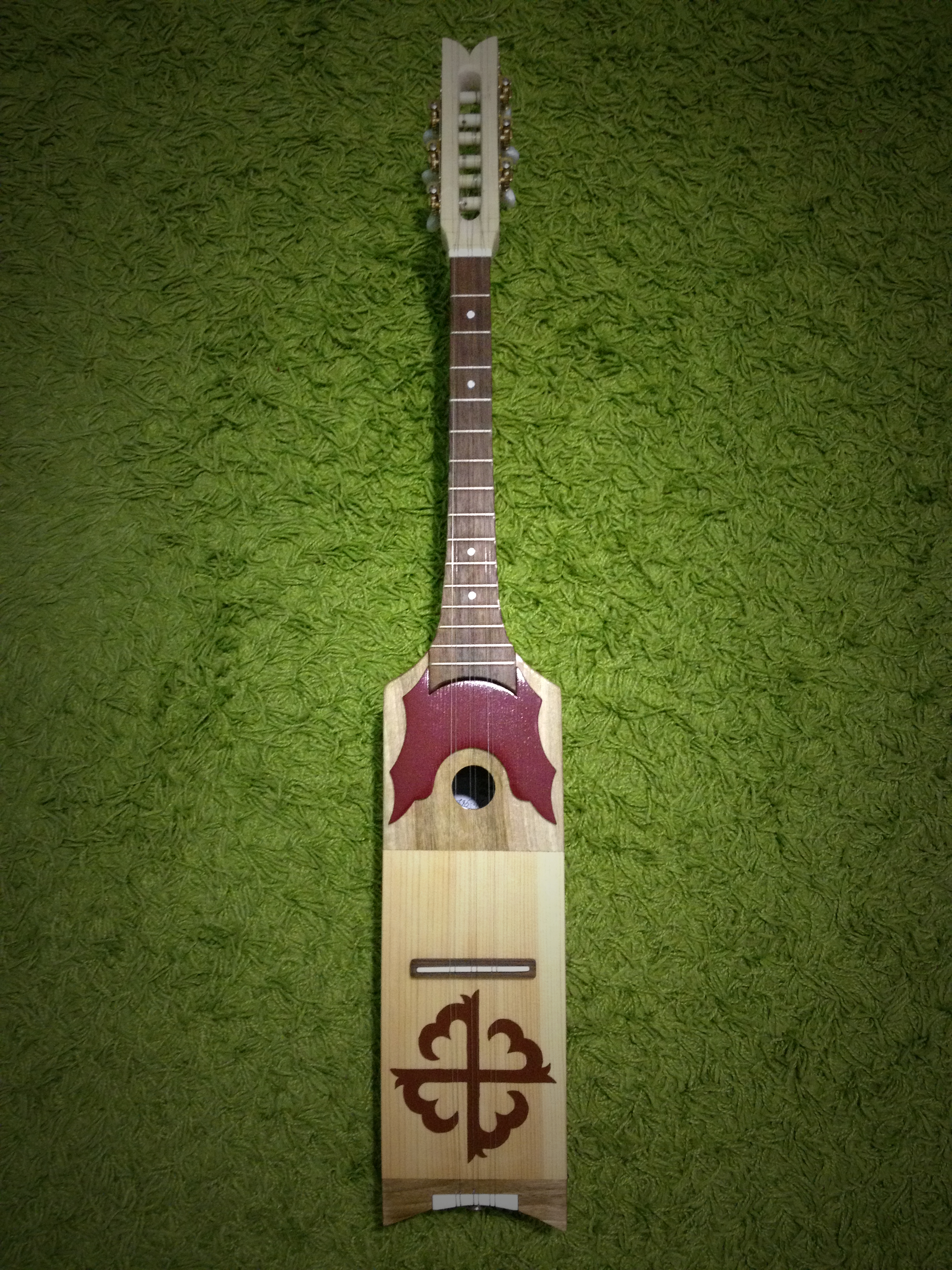
Дечиг пондар

Чеченская музыка (чечен. Нохчийн музыка, нохчийн мукъам) — для образцов чеченского музыкального народного творчества характерны диатонический склад, сопоставление гармоний соседних ступеней, кварто-квинтовые и секундо-квинтовые созвучия, 2- и 3-голосие в хоровых и инструментальных произведениях. Хроматизмы и увеличенные секунды в мелодиях отсутствуют.
В 2018 году начата работа по созданию каталога музыкальных произведений чеченского народа, главной целью проекта является защита авторских прав чеченских композиторов. В 2021 году 6 томах «Эзар мукъам» («Тысяча мелодий») изданы книги в которых собраны 1200 чеченских музыкальных произведений авторского и народного творчества с периода первой фиксации 1847—2020 гг..

## Описание
Ритмика остра, часто встречаются смена размеров и чередование триолей с чётным ритмическим делением, особенно в танцевальных мелодиях (чаще всего — чеченский национальный танец).
Народные мелодии отличаются разнообразием жанров. Это героико-эпические песни — илли (часто в форме речитатива), исполняемые мужчинами.

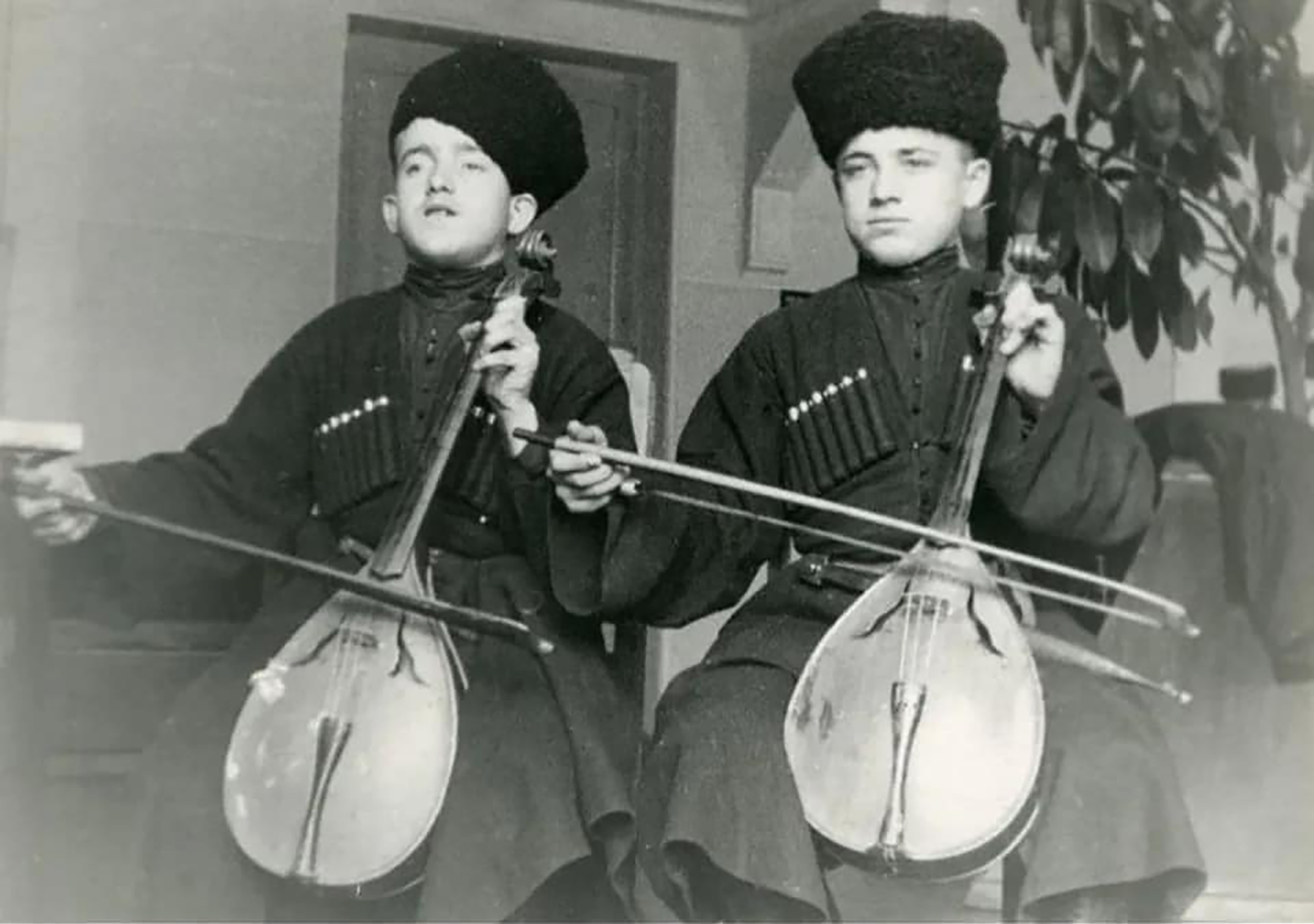
Молодые чеченские музыканты Асуханов и Магомедов, 1939 год

К хоровым песням мужчин относится назма (обычно 2- и 3-голосные); к лирическим женским и девичьим — эшарш, халхаран йиш, имеющие много местных вариантов. Среди инструментальных наигрышей — ладугӏа йиш.

## Народные инструменты
Среди национальных инструментов: Дечиг пондар (струнно-щипковый), Іадхокх-пондар (струнно-смычковый), чӏондарг (струнно-смычковый); духовые — шедаг (свирель), зурна, маӏа (из рога); ударные — вотт (двухсторонний барабан), жиргӏа (бубен); цӏузам (из гусиного пера со скрипучим звуком); широкое распространение получила восточная гармоника.

## История

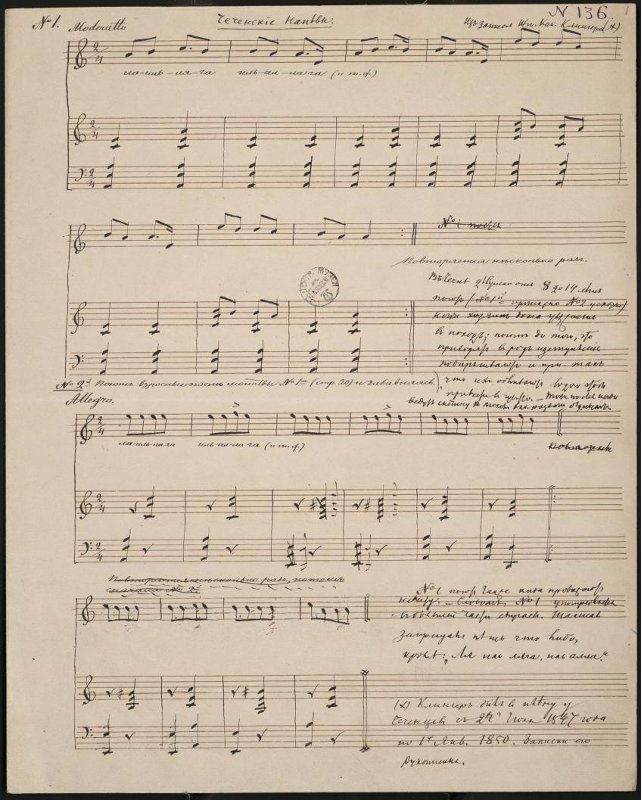
Музыкальная рукопись. Чеченские напевы. (Из записок Клингера). Для голоса с ф-п. Шесть напевов с гармонизацией. Составил В. Ф. Одоевский (с пометками автора), 1840—1860 года

В 1847 году русский офицер, музыкант и композитор Клингер Иван Андреевич во время Кавказской войны попал в плен к чеченцам в ауле Оспан-Юрт, выучил чеченский язык и сделал первые нотные записи чеченских песен. Клингер был освобождён через два года при обмене русских пленных на чеченцев. Позже он издал книгу «Быт и нравы чеченцев», в которой были опубликованы его записи. Также известны песни записанные Львом Толстым со слов носителей. Эти песни были переведены на русский язык поэтом Афанасием Фетом. Несколько произведений были найдены сотрудниками ЦНТ в «Азиатском музыкальном журнале» который издавался в городе Астрахани в 1860—1870 годах.
В 1925 году известный композитор Александр Давиденко записал 30 чеченских народных мелодий, также в 1920—1930 годах фольклорные материалы были собраны во время этнографических экспедиций советских деятелей искусств. Из-за того что издания выпущенные по материалам этих экспедиций, были малотиражными известны единичные экземпляры. чеченские специалисты их реставрировали, а некоторые произведения были нотированы заново.
После войны в Чечне сохранились рукописи сложных произведений известных чеченских композиторов, членов Союза композиторов СССР Саида Димаева, Аднана Шахбулатова, Умара Бексултанова. Произведения этих композиторов добавлены в сборник в котором они занимают по одному тому. В книгу включены произведения Саида Димаева и ещё произведения его отца который являлся легендарным чеченским композитором, также в книгу вошли произведения Умара Димаева. Собрано в отдельном томе народное творчество детские песенки и религиозные песнопений «назманаш». И два тома — авторские песни.
Давиденко играл свои записи чеченской музыки, своеобразные гармонии с большими секундами, собранные им в Чечне.

## Память
До депортации в Грозненском краеведческом музее хранились 80 нотных записей чеченских мелодий, произведенных в 1925 году композитором А. А. Давиденко.